# Sandhurst (Australie)
Pour les articles homonymes, voir Sandhurst.
Sandhurst est une ville d'Australie dans l'état de Victoria.

## Géographie
Elle est située à 37 km au sud-est de Melbourne. Elle fait partie de la zone d'administration locale de Frankston.

## Histoire
Sandhurst faisait partie avant le 15 décembre 1994 de City of Cranbourne (en).